# 近畿方言
近畿方言（きんきほうげん）または関西方言（かんさいほうげん）、関西弁（かんさいべん）は、近畿地方（大阪府・京都府・兵庫県・和歌山県・奈良県・滋賀県・三重県）大部分および福井県嶺南で用いられる日本語の方言の総称である。西日本方言に属する。京阪神を中心とする近畿中央部の方言は上代から近世中期までの中央語の系統を汲み、現在も東京方言・首都圏方言に次ぐ認知度と影響力を持つ（後述）。
「近畿方言」と「関西弁」では指す範囲が必ずしも一致せず、近畿中央部の方言だけを指して「関西弁」ということもあれば、逆に漠然と「西日本の方言」という意味合いで「関西弁」ということもある。本稿では基本的に「近畿方言」と称する。

## 概要
古代より近畿地方は畿内低地帯（奈良盆地・大阪平野・京都盆地）を中心に発展した。中世以降は京都、近世以降は大阪（大坂）が最大都市となって文化圏を形成し、言語の面でも京都・大阪（以下、京阪と略す）を中心に比較的まとまった方言圏が形成された。京阪の方言を合わせて上方語（上方言葉・上方弁）や京阪語とも言う。
近畿地方周辺では、四国方言と北陸方言に近畿方言的性格がよく認められ、特に近畿地方との交流が活発な徳島県は言語の面でも影響が強く、また兵庫県淡路島との対岸同士では方言差がほとんどない（阿波弁参照）。岐阜・愛知方言も文法や語彙で近畿方言との共通点が多く、西濃の一部ではアクセントも近畿方言的である（美濃弁参照）。近畿・四国・北陸の方言に共通点が多い背景には、かつては陸路よりも海路による交通の方が容易であり、瀬戸内海や日本海に沿って言葉がよく伝播したためと考えられる。
近畿方言の主な特徴としては、5母音をはっきりと発音すること、京阪式アクセント、「安う買うた（安く買った）」のようなウ音便、「はよしー（早くしなさい）」のような連用形による命令、断定「や」、否定「ん」と「へん」の併用、「はる」に代表される絶対敬語・素材敬語傾向を持つ敬語体系などが挙げられるが、文法や語彙に関しては近畿地方に留まらず西日本で広く共通しあうものが多い。ただし、京阪など近畿中央部では「いる」の使用やサ行イ音便の消失など東日本方言と共通する要素もある。
物語などの書き言葉が発達していた近畿地方では、言葉の変化が比較的少なく、特にアクセントについては千年前からほとんど変わっていないとされる。ただし、近畿から離れた地域ほど古語が残るという考え方（方言周圏論）があるほか、アクセントに関しても厳密には南北朝時代と幕末・明治初期に大きな変化があった（京阪式アクセント#歴史を参照）。

## 方言区画

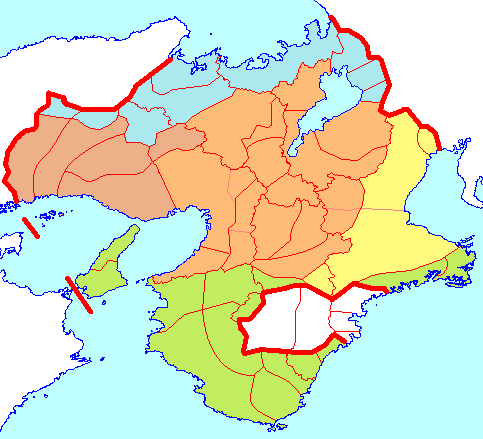
奥村三雄による近畿方言区画図（原典は白黒）

近畿方言内での方言区画には様々な案が提唱されているが、自然地理的・文化的条件を考慮しつつ、京阪からの距離を考えて区画されることが多い（方言周圏論的）。すなわち、京阪とそれを取り巻く近畿中央部（大よそ半径50km圏内）ほど一般に近畿方言的とされる特徴を多く備え、京阪から離れた周辺部（北近畿や紀伊半島など）ほど他の近畿方言との違いが大きくなる一方で古い言語状態を保っている。近畿中央部の大阪・神戸・京都の方言を比較すると、音声上はアクセントが僅かに違う（大阪・神戸の「行きました」と京都の「行きました」など）程度で、問題とされやすいのは語法上の違いである。とりわけ「どす」と「だす」など京阪の違いがよく対比されるが、アスペクトの点では神戸（継続と完了の区別あり）と京阪（区別なし）の間に著しい違いがある。
周辺部のうち、兵庫県但馬と京都府丹後西部は、行政上は近畿地方であるが、方言においては東京式アクセントであるなど違いが大きく、中国方言に分類される（但馬弁・丹後弁）。また、紀伊半島で特に山岳が険しい奈良県吉野郡南部は、近畿方言的な特徴がほとんど現われない言語島である（奥吉野方言）。なお、三重県は経済活動や広域放送などの面で東海地方に含まれるが、方言においては愛知よりも奈良や和歌山との違いの方が小さく、近畿方言に分類される。
楳垣実が1962年に発表した区画案では、近畿地方の方言を北近畿方言・中近畿方言・南近畿方言に大分し、中近畿を東近畿（京言葉圏）と西近畿（大阪弁圏）に、北近畿と南近畿を近畿中心部との隔たりに応じて内近畿と外近畿に細分している。なお、楳垣は北大和について「年配の人達は京言葉に近く、若い人ほど大阪弁的になる中間地域」、淡路について「南近畿に入れてもよさそうだが、兵庫県に属していることを重視して、中近畿に入れておく」と補足している。
- 楳垣の区画案[3]
  - 南近畿
    - 外近畿 - 南大和
    - 内近畿 - 志摩・南伊勢・紀伊

  - 中近畿
    - 東近畿 - 若狭（敦賀を含む）・近江・北伊勢・伊賀・山城・口丹波
    - 西近畿 - 北大和・摂津・河内・和泉・播磨・淡路

  - 北近畿
    - 内近畿 - 奥丹波・口丹後
    - 外近畿 - 奥丹後・但馬

奥村三雄が1968年に発表した区画案では、近畿地方の方言を中近畿式方言と外近畿式方言に大分し、外近畿式をさらに東西南北に細分している。奥村は中近畿式を「いわゆる関西弁」としている。但馬・北丹後と紀伊半島の一部（南吉野・北牟婁郡など）は近畿方言から除外している。また、論文の本文では福井県嶺南も除外しているが、区画図では北近畿式に含めている。奥村案は楳垣案と比べ、京都対大阪の違いよりも大阪対播磨や京都対伊勢の違いをより重視している点が特徴である。
- 奥村の区画案[5]
  - 中近畿式■ - 山城・摂津・河内・和泉・北大和・南丹波・近江（東部北部以外）・伊賀
  - 外近畿式
    - 東近畿式■ - 伊勢大部分・東近江一部
    - 西近畿式■ - 播磨・西丹波
    - 南近畿式■ - 南伊勢・志摩・紀州・淡路
    - 北近畿式■ - 近江東北部・北丹波・南丹後

各方言の詳細は各項目を個別に、周辺の他方言との比較については日本語の方言の比較表も参照。
- 大阪府 - 大阪弁（摂津）・河内弁・泉州弁
- 京都府 - 京言葉（山城）・丹波方言・舞鶴弁
- 兵庫県 - 神戸弁・播州弁・淡路弁・丹波方言
- 和歌山県 - 紀州弁
- 奈良県 - 奈良弁・奥吉野方言
- 滋賀県 - 江州弁
- 三重県 - 三重弁（三重県の方言の総説）・伊勢弁・伊賀弁・志摩弁・紀州弁
- 福井県 - 嶺南方言

## 歴史
上代から近世までは日本の文化・経済の中心は近畿地方だった為、上代は大阪平野や奈良盆地、平安時代以降は京都の方言が長らく中央語とされ、文語も平安時代の貴族の京都方言を基に成立した（中古日本語）。日本語のなかで古代から連続して文献資料が残る唯一の方言であり、また文芸活動の中心地であったことから、日本語史を語る上で最も重要な方言である。平安遷都後、長らく都が置かれた京都では自らの方言を中央語と自負し、他地方（特に東国）の方言を卑しめる風潮が形成された。中世末にポルトガルなどから来日した宣教師も、公家の京都方言（御所言葉）を模範とすべき有力な日本語として扱っている（ジョアン・ロドリゲス『日本大文典』など）。
歴史が変わるのは江戸時代後期、江戸幕府政権の安定に伴って江戸の町人文化が成熟し、日本の文化・経済の中心に江戸が上方へ肩を並べた時代である（化政文化も参照）。江戸では町人文化の発展とともに江戸言葉の地位が向上し、上方・江戸の二つの有力方言が併存・拮抗する日本語史上唯一の事態が生じた。現代の関西と関東の方言対抗意識はこうした歴史背景から形成されたものである。滑稽本『浮世風呂』（1808年）にも江戸女と上方女の言葉争いの描写がある（以下はその一部）。
「そんなら言はうかへ。江戸詞のからを笑ひなはるが、百人一首（ひやくにんし）の歌に何とあるヱ。」
「ソレソレ。もう百人一首（ひやくにんし）じゃ。アレハ首（し）じゃない百人一首（ひやくにんしゆ）じゃはいな。まだまアしゃくにんしト言はいで頼母しいナ。」
「そりゃア、わたしが言損（いひぞこねへ）にもしろさ。」
「そこねへ、じゃない。言損（いひそこない）じゃ。ゑらふ聞づらいナ。芝居など見るに、今が最後（せへご）だ、観念（かんねん）何たら言ふたり、大願（でへがん）成就忝（かたじけ）ねへなんのかの言ふて、万歳（まんぜへ）の、才蔵（せへぞう）のと、ぎっぱな男が言ふてじゃが、ひかり人（て）のないさかい、よう済んである。」
「そりゃそりゃ。上方も悪い悪い。ひかり人ッサ。ひかるとは稲妻かへ。おつだネヱ。江戸では叱（しか）ると言ふのさ。アイそんな片言は申ません。」
「ぎっぱにひかる。なるほど。こりゃ私が誤た。」
上方言葉の地位が高かった江戸中期まで、江戸の上級武士や教養層は上方言葉を真似て話していたとされる。その後江戸言葉の地位向上に伴って上方風の話し方は廃れたが、一方で上方風の言い回しは「老人の言葉」「権威者の言葉」として歌舞伎や戯作などでステレオタイプ化されていった。これが「わしは知らぬのじゃ」のような老人や古風な権威者（殿様など）の役割語の起源である（老人語も参照）。
江戸時代は、大坂が商都として栄え、京都を凌ぐ上方最大の都市となった時代でもある。豊かな経済力を背景に上方文化の一翼を担うようになり、言語面でも大坂方言と京都方言とで対抗意識が生じた。1759年の洒落本『弥味草紙』にも以下のような描写がある。
此ごろ京よりきたるうかれ女、なにはのどうとんぼりといへる所のうかれ里にたよりてつとめしに、やゝもすれば京ことばをもつてひとをいやしめ、大きいはいかつい、ぬくいはあたたか、其外やごとなきことばのはし＼゛／をおぼへて、そのうたてさかぎりなしとや
明治の東京奠都によって東京方言（とりわけ山の手言葉）を基に標準語が整備されると、近畿方言は一地方方言に甘んずることとなり、近畿方言も標準語の影響を受けるようになっていった。もっとも、保科孝一が1915年時点で「東京語は関東方言の系統に属するものであるが、しかしこれを基礎として標準語を制定する場合には、関西方言との調和を計ることは、ある程度まで必要である。」と記すなど、近代以降も一定の影響力を残した。1954年に梅棹忠夫が「第二標準語論」（「関東系標準語」に対抗して関西系の第二の標準語を作ろうという論）を唱えたこともあるが、実現はしなかった。

### 現状
話者人口の多さや京阪神の文化力・経済力を背景に、近畿方言は依然有力な方言勢力である。特に大阪弁は演芸を通じて日本全国に広く認知されている。もっとも、演芸で用いられる大阪弁は全国の視聴者に分かりやすいよう共通語を交えたり、誇張したりする場合があるため、船場言葉をはじめとする伝統的な大阪弁とは異なる「吉本弁」だと揶揄する声もある。
近畿方言は、単に認知度が高いだけでなく、共通語や各地の方言に影響を及ぼすこともある。「一緒」「しんどい」「ぼやく」「まったり」「むかつく」「ややこしい」「ヤンキー」など幅広い語彙が共通語に取り入れられたり、「関東はバカ、関西はアホ」だったのが東京でも「アホよりバカの方がきつく聞こえる」者が多数派となったりしている。
認知度の高さや、近世以来の江戸・東京への対抗心などから、近畿地方では自分達の方言への愛着や自負心が強いとされる。実際、2000年に大阪で行われた意識調査では、東京の言葉に対しては7割が「嫌い」「どちらかと言えば嫌い」、地元の言葉に対しては9割が「好き」「どちらかと言えば好き」と回答している。しかし他の地方と同じく共通語化・東京方言化は進んでおり、団塊ジュニア以降の世代では共通語や東京の俗語・若者言葉が混合した以下のようなスピーチスタイルが主流となっている（1993年に大阪府寝屋川市で記録された20歳女性と21歳女性の会話の一部）。
A:やっぱり髪の毛さあ、このままパーマあてるか、ちょっとショートめに切るか、どうしよっかなあ、迷ってんねんやん。
B:短く切ったら?
A:うーん。そうやんなあ。結構、雑誌にあんまりいいの載ってないからなあ。
近畿地方には、京都の御所言葉、大阪の商人言葉（船場言葉や堂島言葉など）や芸能言葉（関西歌舞伎・文楽・上方落語など）、遊郭言葉（京都嶋原や大坂新町など）、志摩半島の海人言葉、紀伊山地の林業や山岳信仰関係の言葉、伊勢の獅子舞神楽言葉など、階層・職業別に多様な言葉遣いがあった。しかし近代以降、特に太平洋戦争後、旧来の階層社会や生活習慣が大きく変質したため、多様性は薄れている。多様性の衰退は地域間でも起こっており、交通網の発達に伴う大阪を中心とした大都市圏の拡大によって、「関西共通語」（関東のいわゆる首都圏方言に相当）とも言うべき方言に均質化しつつある。例えば、互いに意識し合い、大きな違いを見せていた京言葉と大阪弁も、そのような明確な傾向が見られるのは団塊の世代までに限られつつある。
演芸文化に支えられ、近畿圏の放送局のローカルバラエティ番組では、出演者やアナウンサーが方言でトークを進めることが珍しくなく、共通語の規範とされやすいNHKも例外ではない。方言がメディアという公の場で一定の幅を利かせているのは他の地方ではあまり見られないものである。一方で、メディアの強い影響力から、放送で話される方言は近畿方言均質化の一因にもなっている。
2014年には、facebookが関西弁を公式サポートした。2019年、Vivaldiが関西弁の公式サポートを表明した。

## イメージ
文学・ドラマ・映画・漫画などのフィクションでは、ステレオタイプな大阪像を念頭に置かれた関西弁が強烈な役割語としてキャラクターの差別化の記号としてよく利用される。
「役割語」の提唱者である金水敏によると、フィクションにおける大阪弁・関西弁は「快楽・欲望の肯定と追求」（金銭への執着、好色、派手など）という性質を持ったトリックスターの役どころを表す記号であり、これは江戸時代における理想主義的な江戸文化と現実主義的な上方文化の対比に端を発するという。このイメージに関連して、高度経済成長期以降、菊田一夫の『がめつい奴』や花登筐の「根性もの」の流行から「ど根性」というイメージも定着している。
近代以降、大阪発の漫才や演芸番組がラジオやテレビを通じて日本全国で人気を博したことから、「関西弁＝お笑い」のイメージが強く定着した。このことを井上章一は「関西語は、道化的な言い回しに、おとしめられている」と否定的に指摘している。また太平洋戦争後、近畿地方を舞台とする迫力ある作品（ヤクザ映画など）の流行や、現実の近畿地方における凶悪事件の多発とその過熱報道などにより、関西弁は「暴力」などの荒々しいイメージと結び付けられるようになった（戦前までは、上方出身者は江戸っ子に比べて気長・柔弱・女々しいなどとされていた）。
フィクションでの関西弁については、以上のようなステレオタイプに加えて、大袈裟な誇張や誤ったアクセント・表現によって不自然な「似非方言」となりやすく、近畿地方出身者にとって違和感や不快感の対象となることがしばしばある。関西大学副学長黒田勇はスポーツ紙などマスメディアにおいて、報道内容に庶民性や現実味を付加するために関西弁が恣意的に使われることがあり、それは一方で関西弁を「東京的な価値観」からの「逸脱者」を表す安易な役割語となし、「関西の文化と人々を傷つけるもの」であると指摘している。
1980年代以降、従来のステレオタイプな大阪像とは異なるイメージも生まれている。山下好孝によると、若者を中心に「かろやか」「ファッショナブル」「都会的」「タレント的なおもしろさ」といったプラスイメージで受け入れられるようになったという。要因として、関西お笑いタレントの東京進出が活発化し、全国放送のバラエティ番組において、漫才やコントの作り物のセリフではなく、フリートークとしての関西弁を耳にする機会が増えたことや、大阪出身以外の関西タレントが増えて近畿地方に対する認識が大阪一色でなくなったことなどが考えられるという。また、東京などの人が以前よりも関西弁を受け入れやすくなった要因として、共通語化で関西弁がマイルドになったこと、東京で活動するタレントの関西弁はさらに共通語化すること、関西弁と共通語をTPOで使い分けるタレントが登場したことなどを挙げている。

## 音声
近畿方言の音韻体系は東京方言とほとんど変わらないが、母音を丁寧に長く強く、子音を弱く軽く発音する傾向がある。

### 母音
近畿方言でも母音はア・イ・ウ・エ・オの5種であるが、ウは東京方言よりも唇を丸めて発音される（円唇後舌狭母音に近い）。
母音を丁寧に発音することから、東京方言において「菊」の「き」や「月」の「つ」で起こるような母音の無声化がほとんど起こらない（戦後は「です」「ます」の「す」などで無声化の傾向も見られる）。「赤い→あけえ」「凄い→すげえ」「寒い→さみい」のような連母音アイ・オイ・ウイの同化融合も「わたい→わて（一人称）」「かい→け（疑問・反語の終助詞）」などの数例を除いて起こらず、和歌山県では「ケイサツ（警察）」や「メイジ（明治）」のように「エイ」も「エー」ではなくはっきり「エイ」と発音することが多い。また一般に鼻音前のウは「旨い→んまい」のように鼻音化しやすいが、近畿方言では丁寧にウと発音して鼻音化しにくいという（異論もある）。
1拍語ではほぼ規則的に「木→きい」「目→めえ」のように母音が長音化し、特定の語では「やいと（灸）→やいとお」「路地→ろおじ」「去年→きょおねん」など1拍以上の語や「寝たい→ねえたい」など語幹が1拍の動詞も長音化することがある。一方で「御幸町通→ごこまちどおり（京都市内の通り）」「早う学校行こう→はよがっこいこ」のように語中・語尾の長母音が短音化することもある。これらの現象は、話者の母音の長短意識が曖昧であることに起因すると考えられる。
語によっては「動く→いごく／いのく」「キツネ→けつね」「タヌキ→たのき」「ニンジン→ねんじん」「見える→めえる」のように母音がよく転訛するが、個々の単語に関わる問題であり、規則的・体系的な音変化ではない。

### 子音

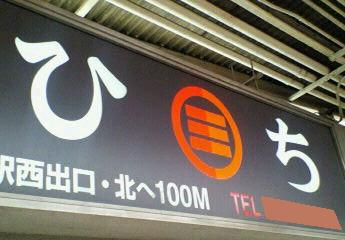
大阪市内の質屋看板

子音も東京方言とほぼ同じであるが、全般に東京方言よりも摩擦や破裂が弱い。「ひ」は調音部位が東京方言と異なり、弱い響きで発音される（無声声門摩擦音に近い）。「じ」と「ず」は東京方言では語頭では破擦音となるが、近畿方言では破裂が弱く、語頭でもほとんど摩擦音に近くなる（有声歯茎硬口蓋摩擦音および有声歯茎摩擦音）。
摩擦や破裂が弱いため、子音の転訛・混同・脱落がしばしば起こる。近畿地方各地（特に和歌山県）で「全然→でんでん」「身体→かだら／からら」のようなラ行音・ダ行音・ザ行音の混同が起こり、それを揶揄した「よろがわのみるのんれ、はららぶらぶや／はらららくらりや（淀川の水飲んで、腹ダブダブや／腹だだ下りや）」という小噺もある。またサ行音が特定の語でしばしば「質屋→ひちや」「それなら→ほんなら／ほな」「山田さん→山田はん」「しません→しまへん」のようにハ行音化したり、「わし→わい（一人称）」「傘差した→傘さいた（サ行イ音便）」のように脱落したりする。「煙→けぶり」「寒い→さぶい」のようなマ行音とバ行音の交替も多い。奈良県などでは「牙→きわ」のようにバ行音のワ行音化がみられるほか、南近畿海岸部ではワの[w]が脱落する傾向が強い。
都市部から離れた地域の高齢層では、「くゎじ（火事）」のような合拗音クヮ・グヮ、「しぇんしぇ（先生）」「じぇに（銭）」のようなシェ・ジェといった古い発音が残っている。中世の京都で行われた語中・語尾の鼻濁音の残存として、ダ行鼻濁音が紀伊半島各地や淡路島などにあるほか、ザ行・バ行鼻濁音が三重県志摩で「かんじぇ（風）」「あんぶ（虻）」など特定の語のなかに残っている。ガ行鼻濁音は近畿地方の広い地域で聞かれるが、鼻音性・破裂性ともに弱く、東京ほどガ行鼻濁音が意識されず、音素として捉えない話者がほとんどである。東京以上に衰退が進んでおり、1999年の兵庫県高砂市での調査によると、ガ行鼻濁音を発音する人の割合が、70-87歳の老年層では74%なのに対し、17-20歳の若年層では8%となっている。

### その他
促拗音・撥拗音
近畿方言に特徴的な音の融合変化として、イ・ウの後ろにア・ヤ行音が続く場合、「日曜→にっちょお」「好きやねん→すっきゃねん」「カツオ→かっつぉ」のような促拗音化や「賑やか→にんぎゃか」「飲みよる→のんみょる」のような撥拗音化が起こることがある。
促音
子音が弱いため、東京方言と比べて促音の語気はそれほど強くなく、「からっかぜ」「川っぷち」などのような複合語中の促音も少ない。一方で、近畿方言では「脱ぎよる→ぬっぎょる」「有るぞ→あっぞ」「鉄道→てっどお」「有るやろ→あっりゃろ」など、東京方言では現われにくい濁音やラ行音前での促音の例が多数ある。
撥音
関東方言などと同じく、「何するねん→何すんねん」「おくれなされ→おくんなはれ」のような語中のラ行音の撥音化が盛んである。特定の語では「ゴボウ→ごんぼ」「幽霊→ゆうれん」「相撲→すもん」「菓子→かしん」のように語中・語尾が撥音化したり、逆に「大根焚き→だいこだき」「玄関→げんか」のように撥音が脱落したりすることがある。江戸時代、それを揶揄した「だいこんと付けべきものを付けもせで いらぬごんぼう茶ん袋かな」という戯れ歌を江戸町人に詠まれることもあった。

## アクセント
近畿地方は京阪式アクセントの一大勢力圏である。京阪式は東京式アクセントと違いが大きく、近畿方言らしさを印象付ける大きな要素となっている。
一口に京阪式と言っても「地下鉄：ちかてつ／ちかてつ」や「東京：とーきょー（大阪）／とーきょー（京都）」のように個人差・地域差があり、変化も起こっている。変化が最も進んでいるのは京阪神であり、「京阪式」と言えども、京阪から離れた和歌山県田辺市付近や四国地方に近代以前の伝統的なアクセントが残る。
隣接する中国地方と東海地方は東京式であり、違いが明瞭である。近畿地方でも、中国地方に続く形で但馬・丹後に、孤立した形で奥吉野に東京式の領域があり、京阪式と東京式の接触地域には京阪式のやや変化したアクセント（垂井式アクセント）がある。また紀伊半島の尾鷲市・熊野市周辺には様々なアクセントが点在している。そうした地域では、1拍語の長音化が少なかったり、母音の無声化や連母音変化が盛んだったりと、音韻面でも他の近畿方言との共通性が薄い。これはアクセントと音韻の関連を匂わすものとして注目される。

## 表現

### ウ音便

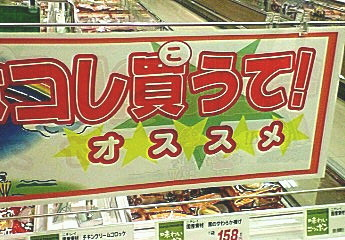
兵庫県西宮市の小売店にて

ワ行五段動詞の連用形（「て」「た」に続く場合）や形容詞の連用形ではウ音便を用いる。ウ音便は、語幹末の母音によって、次のように異なる。
1. 語幹末 a - aをoに変えて長音化。（例）買うた（買った） 赤うない（赤くない）
2. 語幹末 i - iをyuに変えて長音化。（例）言うた（言った） 楽しゅうない（楽しくない）
3. 語幹末 u - そのまま長音化。（例）食うた（食った） 薄うて（薄くて）
4. 語幹末 o - そのまま長音化。（例）思うた（思った） 重うなる（重くなる）

歴史的には、これらの母音交替は次のような連母音融合により成立したものである。
1. au→oː （例）akaku→akau→akoː
2. iu→yuː （例）tanosiku→tanosiu→tanosyuː
3. uu→uː （例）usuku→usuu→usuː
4. ou→oː （例）omoku→omou→omoː

上記は山陰を除く西日本方言で共通するが、後述するように、近代以降の近畿方言ではこれらがさらに変化している。

### 動詞
東京方言で廃れた活用形が一部残っている。関東では近世に一段活用化した「飽く」「借る」「しゅむ（染む）」「足る」「垂る」などが、近畿方言の多くでは明治以降も五段活用のまま保たれた（例：図書館で本を借った←→図書館で本を借りた）。各地の高齢層に「死ぬる」「いぬる（去る）」のナ行変格活用が、紀伊半島に「落つる」「見ゆる」などの上二段活用・下二段活用が残っており、滋賀県には「蹴る」の下一段活用の名残がある。 一方で、「見らん（見ない）」「寝れ（寝ろ）」のような一段活用の五段活用化傾向が各地（特に紀伊半島）にあり、奥吉野などでは「見れる」「来れる」のようないわゆるら抜き言葉が東京よりも早くに定着していた。
前述のようにア・ワ行五段活用の連用形でウ音便が起こる。ウ音便があることで共通語よりも弁別できる動詞が多く、例えば共通語では「会う／有る」「言う／行く」「飼う／勝つ」は連用形では「あって」「いって」「かって」のように同音化するが、近畿方言では「おーて／あって」「ゆーて／いって」「こーて／かって」のように区別できる。なお、3音節語と「食う」などでは「わろーた→わろた（笑った）」「くーて→くて（食って）」のように音便が脱落しやすい。ウ音便ではないが「持つ」と「行く」でも「もてきた（持ってきた）」「いてまえ（行ってしまえ。やってしまえの意）」のように促音便が脱落することがある。サ行五段活用の連用形で「はないて（話して）」のようなイ音便が起こり、滋賀県など各地に「はないて→はないせ」のような特殊な音変化が点在するが、近畿中央部では「傘さいた（傘差した）」以外は稀である。その他、志摩や奥吉野などに、「およんだ（泳いだ）」のようなガ行撥音便や「のーだ（飲んだ）」「あそーだ（遊んだ）」のようなマ・バ行ウ音便がある。

### 形容詞
形容詞の連用形でもウ音便が起こるが、近畿方言ではしばしば「あこない」「おもなる」のようにウ音便が短音化する。京阪では語幹末がiのものは「たのしーない」や「たのしない」のように拗音を直音化させた形が優勢となり、本来の形は高齢層の語となっている。戦後にはさらに活用の簡略化が進み、「あこーない→あかない」「食べとーなる→食べたなる」のような語幹形との統一傾向や、「黒いない」「赤いかった」のような無活用化傾向も現われている。また「て（も）」に続く場合は、仮定表現「連用形+たら」の影響から「あこーて（も）」より「赤かって（も）」のような形が多くなっている。
近畿方言では「かとーになる（固くなる）」「よろしゅーに言うといて（宜しく言っておいて）」のように連用形に「に」を添えることがあり、特に大阪や神戸などで盛んである。また「冬寒く、夏暑い」のような連用中止法はほとんど用いず、「冬さむーて、夏暑い」のようにほぼ必ず「て」が伴う。

### 形容動詞
活用語尾が「や」（周辺部や高齢層では「じゃ」や「だ」とも）であるほかは東京方言とほとんど変わらないが、各地で「まめなや（達者だ）」のような連体形から生じた二次的な終止形がある。また「綺麗や」を「きれいかった」「きれい花」のように形容詞化して用いることがあり、昭和30年代には既に若い世代での使用が記録されている。

### 存在動詞
人や生物の存在を表す際、東日本では「いる」を、西日本では「おる」を用いるが、京阪と滋賀県などでは「いる」を中立以上の表現、「おる」をやや粗野で見下げた表現（「おります」「おられる」の形で用いる場合は除く）として両方を使い分ける。「いる」に進行形を掛け合わせた「いてる／いとる」もあり、「いてる」は特に大阪で多用する。紀伊半島の一部では古典文法そのままに「先生ないなあ。あっ、あそこにあら（先生がいないなあ。あっ、あそこにいるよ）」のように人や生物にも「ある」「ない」を用いる。
「ある」の丁寧語に「御参らす」の転「おます」があり、大阪を中心に近畿地方の広い地域で用いた。京都などでは「おはす」の転「おす」、大阪船場では「ござります」の転「ごわす／ごあす」とも。用法は「ございます」と同じで、「ほんまでおます」のように「で」に付いて丁寧な断定を表したり、「よろしゅおます」のように形容詞連用形に接続したりする。否定形はそれぞれ「おまへん」「おへん」「ごわへん／ごあへん」。

### 断定

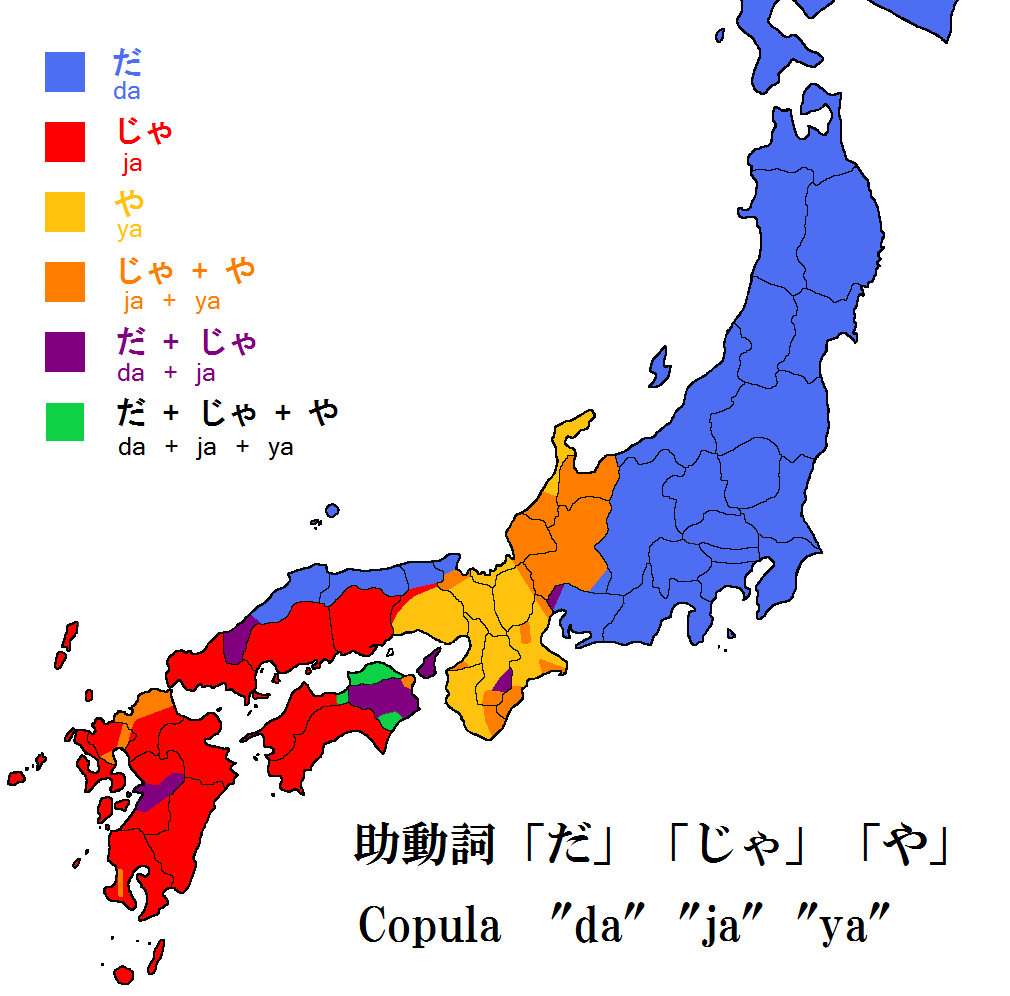
「や」は近畿・北陸・岐阜県・四国の一部などに分布する。

常体の断定表現には「や」を用いる。室町以降「である」の変形「であ」が「ぢゃ（じゃ）」、江戸後期以降さらに「や」と転じたものである（関東の「だ」も「であ」の転）。「や」に取って代わられた「じゃ」も、罵倒など強い口調の際に終止形でのみ用いる（例：何見とんじゃ!）。「だ」にはない活用形として、過去中止形「やって」がある（例：実家が貧乏やって、若い頃苦労したわ）。共通語では「だから」「だが」「だったら」のように「だ」を文頭でも用いるが、「や」を文頭で用いることは一般的ではない（例：○そやさかい ×やさかい）。「や」に引かれてか、「やら」の転「や」（例：何や知らんけど、なんやかんや）、終助詞「や」、「やん（か）」（後述）など、近畿方言では「や」を多用する傾向がある。
「や」を用言に後続させる場合は、「の」を介して「のや」とする（例：行くのや）。くだけて「んや」「ねや」「にゃ」 などとも。「や」との接続は、「のや／んや」は「なのや／なんや」（例：ほんまなんや）、「ねや」は「やねや」（例：ほんまやねや）とする。共通語「のだ／んだ」と違い、敬体にも接続可能（例：○行きますのや←→×行きますのだ）。「ねや」がさらに転じたものが後述「ねん」である。
「や」と対になる表現（体言の打消し）に「やない（か）」と「と違う（か）」がある。「やない（か）」に関しては、「や」+「無い（か）」と解されることもあるが、正確には「では無い（か）」の転である。反語的な強調に「やあるかい」がある。「と違う（か）」に関しては、終止形・連体形と「ます」に続く連用形で「ちゃう」「ちゃいます」と転ずることが多い。「と」の省略も頻繁に起こる。近年では若年層を中心に「違うかった」「違うくて」のように「違う」を形容詞的に活用させることがある（本来の形は「ちご（お）た」「ちご（お）て」）。
丁寧な断定表現には「だす」や「どす」を用いる。「でやす」の転「だす」は大阪を中心に播磨から奈良県北部・伊賀付近まで、「でおす」の転「どす」は京都を中心に丹波東部から滋賀県・若狭まで広がる表現で、ともに幕末から明治にかけてやや卑俗な表現として成立。成立後まもなくに標準語として東京の「です」が伝播したため、中流以上には浸透しないまま、早いうちから衰退していった。現在は一部の高齢層と特殊な場面（古典落語、京都の芸妓言葉など）でしか聞かれない。「です」と同様、形容詞には本来付けない。

### 待遇表現
近畿方言では敬語から侮蔑語に至るまで、助動詞による待遇表現が発達しており、話中の第三者の動作に対して日常的に多用することが特徴的である。
敬語体系は京都を中心に複雑に発達した。東京方言の敬語の基礎も江戸初期に京言葉の影響を強く受けて形成されたものであり、「おはようございます」「しておりません」などにその名残が見られる。明治以降は敬語体系の簡略化や共通語化が進むが、絶対敬語（ウチとソトを区別せず、自分にとって目上の人物には必ず敬語を用いる）的な性格を保ち、共通語では廃れつつある素材敬語（話中の動作主を高める敬語）がむしろ興隆するなど、共通語とは違う敬語の発達を見せている。
紀伊半島などでは近畿中央部のような助動詞による待遇表現が発達しておらず、「敬語がない」と見なされることがあるが（紀州弁#敬語も参照）、そうした地域の方言では助詞によって待遇表現を言い分けている（助詞敬語）。
「ます」
共通語と同様、敬体には「ます」を用いる。勧誘「ましょう」は「まひょ」、否定「ません」は「まへん」などと転ずることがある。否定には「連用形+はしませぬ」の転で婉曲な「（「へん」と同じ接続）+しません／しまへん」もある（例：行かしまへん／行けしまへん）。過去形「ました」は大阪と京都でアクセントが異なり、大阪では「行きました」、京都では「行きました」とする。「ます」や「だす／どす／です」や「おます／おす」など「す」で終わる丁寧語は、後ろに特定の助詞が付くと「す」が促音化・撥音化することがある。これは大阪で顕著であり、大阪弁らしさを醸し出す一因となる（例：儲かりますか→儲かりまっか、ぼちぼちですな→ぼちぼちでんな）。また、大阪では「す」そのものを省略することもある（例：止まります→止まりま）。近世大坂などでは「やす」とも言い（例：わかりやした）、現在も一部の高齢層で用いる。
連用形+「なはる」（例）行きなはる
「なさる」の転。語頭に「お」を付けることも多い（例：お行きなはる）。明治以降は変化形の「やはる」と「はる」が広まり「なはる」は古風な表現となったが、「はる」の命令形は一部の地域を除いてほとんど普及しなかったため、命令表現には依然「なはる」の命令形「なはれ」や「なはい」（転じて「ない」とも）が用いられ続けた。「ておくれ」と共に用いることが多い（例：行っとくんなはれ／行っとくんなはい）。
五段ア音・その他連用形+「はる」（例）行かはる
「行きなはる」→「行きやはる」→「行きゃはる」→「行かはる」と転じたもの。上一段・下一段・サ変・カ変では現在でも「やはる」または「ゃはる」とすることがある（例：きやはった、きゃはった）。相手や第三者に対する軽い敬意を表すが、高い敬意を表す「なさる」「なはる」や「やす」が衰退し、共通語の敬語が普及した現在、共通語の敬語に次ぐ高い敬意表現を「はる」がカバーするようになった。近畿中央部の広い地域で用い、ビジネスや公の場面でもよく聞かれる。大阪では「なさる」への回帰意識から五段動詞でも「連用形+はる」とすることがある（例：行きはる）。「て」に接続して補助動詞として用いる場合は「てはる」と「たはる」の2通りの形があり、後者は京都に多い（例：食べてはる／食べたはる＝食べておられる）。
京都などでは第三者の動作を表す際に「はる」を用いる頻度が特に高く（とりわけ女性）、「兄ちゃんが泣かさはった」「可愛らしい犬が歩いてはる」「田舎の人らはのんびりしたはる」「電車がもうすぐ着かはる」のように身内や目下、不特定の人物、無機物の動作などにも敬意をほとんど伴わずに用いることがある（丁寧語的な用法）。極端な例では、「B29が来はった!」「猫が魚を盗まはった」のように明らかに自分にとって良からぬ対象に用いることすらある。
「（お）連用形+やす」（例）お行きやす
「はる」よりも敬意の高い表現で、丁寧な命令表現としても多用。「ておくれ」と共に用いることが多い（例：行っとくれやす・行っとくりゃす）。金田一春彦によると「お・・・あそばせ」が「お行きあそばせ」→「お行きあすばせ」→「お行きあす」→「お行きやす」と転じたものという。京都で盛んな表現だが、それ以外の地域でも「ごめんやす（＝ごめんなさい・ごめんください）」のように慣用表現で用いることは多かった。「お行きやしとくれやす」のように「やす」を重ねると極めて高い敬意を表す。「て」に接続する場合は「て御居やす」の転「といやす」とする（例：行っといやした）。くだけた表現に「やす」+「や」の転「やっしゃ」（例：ごめんやっしゃ）などがある。
連用形+「て」+断定の助動詞 （例）行ってや（行かれる）、行っとってです（行っておられます）
相手や第三者に対する軽い敬意あるいは親しみを表す。京都や大阪では近世に多用。現在も播磨や丹波などで用いるが、大阪方面から「はる」の流入が進んでおり、昭和30年代時点では神戸市東灘区の住吉川が「てや」と「はる」の境界だったのが、現在は播磨東部まで「はる」が広まりつつある。同形の命令・依頼表現とはアクセントで区別し、例えば「行っとってや」は「行っとってや」だと「行っててよ」、「行っとってや」だと「行っておいでだ」の意。過去形「てやった」は地域によって「た（あ）った」や「ちゃった」となる。
連用形+「やる」（例）行きやる
「ある」を待遇の助動詞に転用したもので、近世には相手の動作に対して軽い敬意を、近代以降は同輩以下の第三者の動作に対して親しみの意を加える。大阪では主に女性が用いる。京都では、「やる」の用法を「はる」がカバーしているため、男女とも用いない。
連用形+「よる」（例）行きよる
「おる」を待遇の助動詞に転用したもので、同輩以下の第三者の動作や作用に対して軽い侮蔑・苛立ち・不快などの意を加える。男性のくだけた会話では侮蔑の意をほとんど伴わずに多用することがある。播磨・神戸・丹波では使われ方が異なる（#アスペクト参照）。
侮蔑語
近畿方言の侮蔑語としては「くさる」「さらす」「けつかる」などがあり、なかでも「けつかる」は非常に強烈な悪態語である。「くさる」は連用形と「て」に、「さらす」は連用形に、「けつかる」は「て」に付けて用いる。「けつかる」単体では「ある」「いる」の卑語（ただしほぼ死語）を、「さらす」単体では「する」の卑語を表す。
丁寧な表現
京阪では相手に対してなるべく丁寧に、へりくだって表現しようとする傾向が強い。そのため、近代の商家で「さようでござりましてござります」のような敬語が多用されたり、「ぶぶ漬けでも」や「ぼちぼちでんなあ」のような婉曲法が発達したりした。改まった会話だけでなく日常会話でもその傾向はあり、「どいたれや」「堪忍したって」のような第三者的な命令・依頼表現（後述）はその典型と言える。共通語では慇懃無礼とされることのある「させてもらう／させていただく」も近畿地方から全国に広まった敬語表現という。
敬称の「さん」（くだけた場面では「はん」とも）も日常的に多用し、「おはようさん」「おめでとうさんです」などの慣用表現、「えべっさん」「おひがしさん」「すみよっさん」のような神仏社寺名などに盛んに「さん」を付ける。女房言葉の応用で「お芋さん」「お豆さん」「おくどさん」「飴ちゃん」など、生活に身近な物（特に飲食物）にも盛んに敬称を付ける。なお、伝統的な大阪弁では前の音によって「さん」と「はん」の使い分けがあり、イ音・ウ音・撥音・ハ行の後は「はん」になりにくいとされるが、現在では使い分けが曖昧化しており、その例として京阪電鉄のキャッチコピー「おけいはん」（2000年以降）や新野新（大阪市出身）の著書『まるごとなにわの芸人はん』（1996年、リバティ書房）が挙げられる。

### アスペクト
動作や出来事がどこまで進んでいるかの違いを表す述語の形式を、アスペクト（相）と呼ぶ。
|            |        | 神戸・播磨   | 京阪・滋賀県 | 伊勢 |
| ---------- | ------ | ------------ | ------------ | ---- |
| 生物の存在 | 中立   | おる         | いる         | おる |
| 生物の存在 | 見下げ | おる         | おる         | おる |
| 進行相     | 中立   | よる（よお） | てる         | とる |
| 進行相     | 見下げ | よる（よお） | とる         | とる |
| 完了相     | 中立   | とる（とお） | てる         | とる |
| 完了相     | 見下げ | とる（とお） | とる         | とる |

連用形+「てる」「とる」
「ている」「ておる」の転で、「とる」は「とおる」と言うこともある。西日本で盛んなのは「とる」であり、近畿地方でも広く用いるが、京阪と滋賀県などでは東日本方言的な「てる」も併用する。「いる」「おる」の使い分けと同様、「てる」を中立な表現、「とる」をやや粗野で見下げた表現とする。
他の西日本方言では、「とる」は完了後の結果・状態（完了相）、「よる」は進行・継続（進行相）を表す。近畿地方でも兵庫県（阪神間を除く）や紀伊半島の一部などではこの用法を持ち、待遇表現的に用いる京阪などとは顕著な対立をなす。播磨・神戸では「とる」「よる」は「とお」「よお」と転ずることが多く、播州弁と神戸弁の特徴とされる。 （例）こけよった!（危うく転ぶところだった!） 桜が散っとお（桜が散ってしまっている） 桜が散りよお（桜が今まさに散っている・散ろうとしている）
連用形+「た（あ）る」
「てある」の転。和歌山県や和泉などでは「ちゃある」。共通語の「てある」とは違い、他動詞・自動詞問わず無生物の動作に関して幅広く用いる（例：家が建ったあった、たかが知れたある）。また「ある」を「いる」の意で用いる紀伊半島の一部では「てある」を「ている」の意で用いる。
連用形+「かける」
「かける」には「‥…し始めた途中」と「もう少しで……し始める」の二つの意味があるが、近畿方言では前者で用いる傾向が強い。例えば「ご飯を食べかけた時に電話が鳴った」の場合、東京では「さあ食べようという時」と捉える人が多いのに対し、近畿地方では「2、3口ほど口に含んでいた時」と捉える人が多い。また「先に行きかけといて」（先に行き始めておいて）のように「かける」を依頼・命令表現でも用いる。
連用形+「とく」「んとく」
「とく」は「ておく」の転、「んとく」は「んとおく」の転。共通語では「とく」「ないでおく」は「前もってその動作を済ませておく」または「その状態で放置しておく」といった意味合いで用いるが、近畿方言ではそうした意味合いを伴わずに用いることもあり、特に「行っとき」「行かんとき」のような軽い命令・禁止、「行かんとこ」のような打消意志で多用する。

### 助動詞

#### 否定

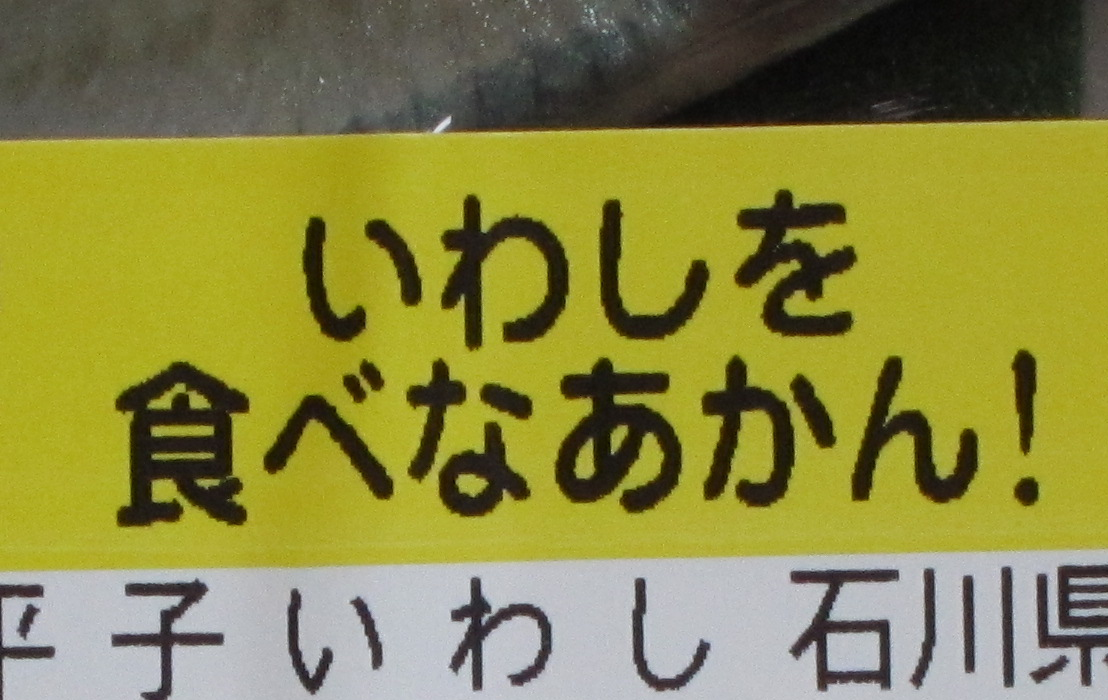
「いわしを食べなあかん！」

未然形+「ん」 （例）行かん
文語助動詞「ず」連体形から派生した「ぬ」がさらに転じたもの。中世以来の西日本共通の表現であるが、近畿中央部では明治以降「へん」が普及したため、「ん」が用いられる場面は、強く言い切る場合や慣用表現、「んで・んでも」や「んと」のような助詞を伴った用法など、やや限定的なものとなっている。
活用は共通語「ない」ほど発達しておらず、活用形が全て同じ連用形・終止形・連体形と仮定形のみである。連用形は「んで」「んでも」で用いる（例：行かんでもええ）。仮定形は「ね」であるが、後続の助詞「ば」と融合して「な」や「ん」となる（例：行かねばあかん→行かなあかん、行かねばならん→行かなならん・行かんならん）。活用形の少なさは他の語形によって補われ、例えば形容詞「無い」と接続する場合は「んこと」（例：行かんことない）、動詞と接続する場合は「んよう（に）」（例：行かんようになる）で代用する。ただし若年層では共通語「なく」と「ん」の混合形「んく」が広まりつつある（例：行かんくてもええ 行かんくない 行かんくなる）。
「ずに」「なくて」に相当する表現として、「未然形+いで」と「未然形+んと」がある（例：どこへも行かいで・行かんと）。「いで」は「いでか」の形で反語表現にも用いる（例：やらいでか＝やらずにはいられるか）。「んと」は「行かんとあかん」のように仮定を表すこともあり、アクセントで区別される（「ずに」の場合は「行かんと」、仮定の場合は「行かんと」）。禁止「ないで」に相当する表現には「んといて」と「んとって」があり、これは「んと」に「置いて」および「居って」が接続したものである（例：どこへも行かんといて・行かんとって）。
五段ア音またはエ音+「へん」、上一段・下一段・サ変・カ変連用形+「やへん」 （例）行かへん、行けへん、起きやへん、食べやへん、しやへん、きやへん
「ん」の強調表現「連用形+はせん」が幕末から明治にかけて「行きはせん」→「行きやせん・行きやへん」→「行きゃせん・行きゃへん」→「行かへん」→「行けへん」と転じたもの。明治以後「へん」は急速に普及し、強調の意が薄れるとともに「ん」を圧倒するまでになった。五段でのア音接続は京都で、エ音接続は大阪でそれぞれ盛んな語法である。「へん」自体の活用は「ん」と同じである。
「やへん」は現在「へん」に集約されつつある（例：食べやへん→食べへん）。語幹が1拍の動詞の場合は、「や」を省略する代わりに連用形を長音化する（例：出やへん→出えへん）。上一段は、連用形のイ音に引かれて「へん」が「ひん」に転じたり（特に京都。例：見やへん→みいひん、居やへん→いいひん）、逆に「へん」に引かれて連用形がエ音に転じたりする（特に大阪。例：見やへん→めえへん、居やへん→いえへん・ええへん）。サ変は「しやへん」の転「せえへん」や「しいひん」、カ変の否定は「きやへん」の転「けえへん」や「きいひん」などとなる。カ変に関しては、共通語「来ない」に影響された「こおへん」が広まりつつある。
連用形+「やん」 （例）見やん、しやん、こやん
和歌山県・奈良県・三重県で「ん」「へん」とともに併用される否定表現。五段動詞には接続しない。大阪などでも女性層で「見やなあかん・見やんとあかん（見なければいけない）」「見やんとこ（見ないでおこう）」「見やんといたら（見ないでおいたら）」といった特定の形式で用いることがあり、2010年代には大阪の若年層で「やん」が通常の否定形として広まりつつあると報告されている。先述の「やへん」が変化したもの（見やへん→見やん）とされるが、紀伊半島に多い一段動詞のラ行五段活用化の影響（見ん→見らん→見やん）を考える研究者もいる。
過去形
否定の過去形は室町以来の「未然形+なんだ」（例：行かなんだ）があり、明治には「へん」成立に伴って「せなんだ」の転「へなんだ」やその変形「へんなんだ」なども生まれた（例：行かへなんだ）。しかし大正頃から共通語「なかった」と「ん」「へん」の混合形「んかった／へんかった」が登場し、主流となりつつある。

#### 不可能
他の西日本方言と同様、近畿方言では能力による不可能と状況による不可能を区別する。しかし現在では、両者の区別をしない共通語の影響から、近畿方言においても区別が曖昧化し、両者の混合形（例：よう泳げん／よう泳がれへん）が用いられるようになるなどしている。
能力による不可能 「よう 未然形+ん」 （例）浮き輪なしには、よう泳がん
行う能力が無くて、行う立場になくて、行うのが憚られて、行う気になれず、到底出来ないという意味合いを表す。古語「え・・・ず」と同義で、それから派生したとされる。不可能表現での「よう」は平板に発音され、通常の「よう」とはアクセントが異なる（例：よう食べん＝とても食べられない、よう食べん＝よく食べない）。
状況による不可能 未然形+「れへん」 （例）クラゲがおって泳がれへん
大阪など通常の否定を「エ音+へん」とする地域で多用する。可能動詞を用いない古い表現で、可能動詞を用いた不可能表現と「エ音+へん」の同音衝突を避けるために古形が保たれた。京都など通常の否定を「ア音+へん」とする地域は可能動詞を用いた「エ音+へん」を多用し（例：泳げへん）、「れへん」を多用する地域の者とは意思疎通に支障をきたすことがある。例えば、京都人が「（都合が悪くて）行けない」の意で「行けへん」と言ったのを、相手の大阪人は「（行きたくないから）行かない」と取り違えることがある。

#### 意志・勧誘・推量

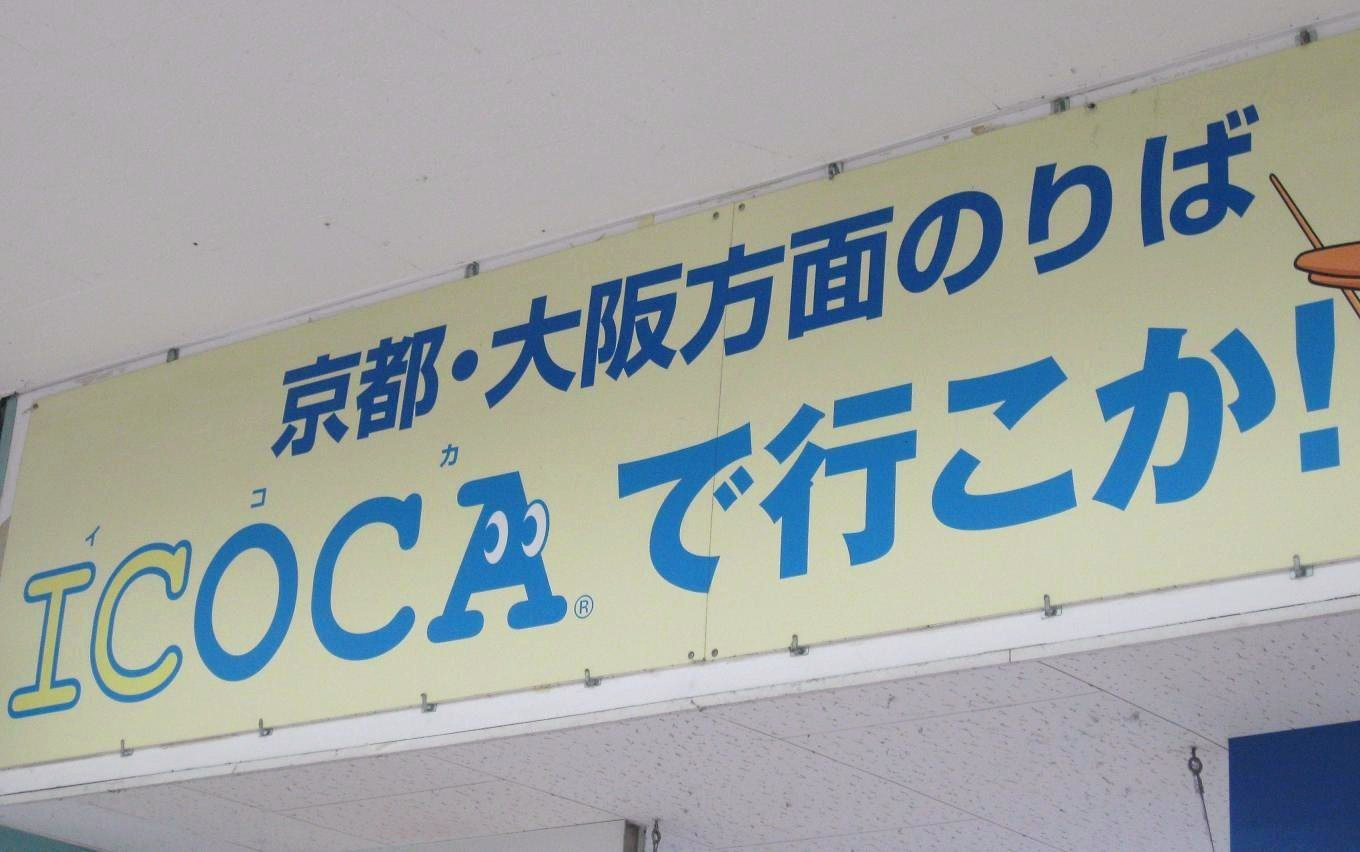
滋賀県草津駅にて。

意志表現や勧誘表現には「う」「よう」を用いる。サ変では古形の「しょう」を保ち（例：どないしょうか）、カ変でも主に補助動詞として用いる場合に古形の「こう」を用いることがある（例：行ってこう）。また「う」「よう」に伴う長音は省略されやすい（例：行こか、どないしょ）。
推量表現は明治以降「や」を用いた「終止形+やろう」が主流で、「行ったろう」「赤かろう」「なかろう」などの表現は古めかしいものとされる。丁寧形も「敬体終止形+やろ」（促音化すると「っしゃろ」）であり、「だす」「どす」の推量形も共通語「でしょう」のような形は取らず「だすやろ／だっしゃろ」「どすやろ／どっしゃろ」とする。共通語では「だろう」は男性的な表現とされ、女性は「でしょ（う）」を用いることが多いが、近畿方言の「やろう」に男性的な印象は薄く、女性も多用する。打ち消し推量も現在は「んやろ」「へんやろ」が主流であるが、かつては「まい」を用いた。共通語にはない「未然形+う+まい」という形もあり（例：しょまい、行こまい、食べよまい）、各地で勧誘表現に用いた（例：早う行こまいか）。

#### 仮定
仮定は「連用形+たら」にほぼ一本化されている。例えば共通語では「行ったら」「行けば・行きゃ」「行くと」「行くなら」「行くのなら」「行くのだったら」などと言い分けるところも、近畿方言話者は「行ったら」と「行くのやったら（行くんやったら）」で済ます傾向がある。特に「なら」は「ほんなら・ほな」（「それなら」の転）や「さいなら」など慣用表現以外ではほとんど用いない。

#### 授受
近畿方言では「Aが・・・してくれる」よりも「Aに・・・してもらう」の形式を好む傾向がある。「・・・てもらいたい」という表現は「てほしい」と言い、昭和以降全国にも広まった。「てほしい」の対義語として「て要らん」がある。「てやる」は「たる」や「ちゃる」（紀伊・和泉など）と縮めることが多い。「欲しけりゃくれてやる」のような自分から相手への動作に対して「くれる」は用いない。「邪魔やさかい退いたれや（＝邪魔だから退いてくれよ）」「堪忍したって（＝勘弁して）」のように「てやる」を用いた第三者的で婉曲な命令・依頼表現がある。また「てやる」の強い言い方に「てこます」があり、「行てこましたろか（＝やっつけてやろうか）」のような喧嘩言葉や、「何もええこと無いし、もう寝てこまそ」のように自分の動作に諧謔性を込めるのに用いる。

#### 使役
使役には「せる」「させる」よりも「五段連用形+す」「その他連用形+さす」を多用し、五段活用させることが一般的である（例：食べさせぬ→食べささん、行かせた→行かした）。五段以外の動詞の場合、紀伊半島を中心に「さす」ではなく「やす」と言う地域も多いほか、和歌山県の一部では「らす」と言う（例：見やす、見らす）。

#### 完了
完了には「連用形+てしまう」または「連用形+てまう」を用い、過去形「てしもーた」「てもーた」は「てしもた」「てもた」となるのが普通である。

### 助詞
くだけた文での格助詞の省略が東京よりも盛んで、共通語では非文となる「私の名前は田中言います」のような「と」「（っ）て」の省略も行われる（「と抜け」と呼ばれる）。「と」「（っ）て」の省略が起こるのは「言う」と「思う」の前に限られ、とりわけ「言う」の前での省略頻度が高い。「と言う」「と思う」を「ちゅう」「ともう」と縮約することもある（例：なんちゅうこっちゃ、これで大丈夫やともてたのに）。頻繁に省略が起こる格助詞は目的格「を」であるが、それ以外の格助詞でも1音節語の後は省略が起こりやすい（例：目が痛い→目ぇ痛い）。
近畿方言を特徴づける助詞には「なあ」がある。現在ではいくぶん改まった表現として共通語「ねえ」も併用するようになったが、依然として間投助詞や終助詞、呼びかけの感動詞として男女問わず多用する。英国の翻訳会社Today Translationsの調査によると、近畿方言の「Naa（＝なあ）」は世界で最も翻訳が難しい言葉第3位であるという。似た表現に中世・近世で多用された「のお」があるが、現代の京阪神では「のお」は粗野で男性的な表現とされる。「なあ」と「のお」はともに平安初期の京都で用いられた「なう」から分かれたもので、そのうち「なあ」は室町時代に発生したとされる。
「なあ」のほかに近畿方言で特徴的な終助詞には次のようなものがある。
ねん
先述「ねや」の転で、「ね」とも。撥音で終わることから「ねや」より語感は柔らかいが、相手への自己主張の意は強くなっている。「や」との接続は「ねや」と同じ（例：ほんまやねん）だが、一部の地域では「や」を介さず直接体言に付ける例がある（例：好きねん）。「や」からの派生意識が薄れたため「やねんや」や「やねんやん（か）」（若年層）のような表現も可能（例：ほんまやねんやろ。共通語に直訳すると「本当なのだだろ」）。過去形は「たのや／たねや」の転「てん」であるが、和泉など一部では過去形に「ねん」を直接付けて「たねん」とする。
わ
東京の女性語と同形だが、近畿方言の「わ」は下降調で男女とも多用する。ただし「わ」に抑揚を付けて詠嘆の意を強める（例：きれいやわあ→きれいやわあ）のは女性的な用法であり、昭和の大阪の女性語では「はよ来てえわあ（＝早く来てよ）」「あんた先行きでわあ（＝あなた先に行ってちょうだいよ）」のような用法もあった。促音化すると「っさ」となる（例：行きまっさ）。「わ」の強調表現には「わい」があり、現在は男性的な表現とされる。「な」と合わせた「わな」「わいな」もよく用いる。
主張
主張・問いかけ・たしなめなどを表す助詞には、「で」を多用する。「ぜ」の転であるが、東京の「ぜ」に対して、「行こうぜ」のような勧誘用法はあまり一般的でない、「よ」程度の軽い意味合いで女性も多用する、などの違いがある。地域・個人によっては「ぜ→で」と同様に「ぞ」を「ど」とするが、「ど」には男性的で粗野な印象がある。「で」よりも相手への訴えかけが強い表現に「がな」があり、単に相手を咎めるだけでなく、優しく慰める時にも用いる。京都の女性層などでは「え」も用い、促音化すると「っせ」となる（例：行きまっせ）。
いな・いや
近世に多用された表現で、様々な文末に付けて強調・感動などを表す。「いな」と「いや」では「いや」の方が意味合いが強い。現在では連用形命令表現の強調（後述）や「かいな／かいや」「わいな／わいや」「どいな／どいや」、「何?」の強調形「何いな?」などに残る。「どいや」は「兵庫神戸のなんどいや」として神戸弁の特徴とされた。
の
助詞の「の」に疑問の終助詞を続ける場合や準体助詞として用いる場合に「ん」や「のん」とすることがある（例：遊びに行くんか? 遊びに行くのんか? そんなんおかしいわ その服は私のんや）。疑問の終助詞を省略して「の」およびその変形をそのまま疑問の終助詞として用いるのも男女問わず盛んである（例：遊びに行くん? 遊びに行くのん?）。「のん」は主に大阪で用い、女性層では軽い主張にも用いる（例：今度私東京行くのん）。断定「や」との接続は「の（ん）」は「やの（ん）」、「ん」は「なん」とする（例：ほんまやの? ほんまやのん? ほんまなん?）。
疑問・反語
共通語と同様、「か」と「かい」を用いる。ただし、「そうなのかい?」「これも食べるかい?」のような軽い問いかけの用法は近畿方言の「かい」にはない。「かい」に含みを持たせる場合は「かいな」「かいや」とする。「か」の代わりに「かえ」または「かい」の転「け」を用いることもある。「け」は京阪神では男性が粗野な会話で用いることが多いが、「か」と同等あるいはより親しみのある語として多用する地域もあり、特に河内弁の特徴として知られる。地域によっては「こ」とも。なお「何だっけ?」のような「け」は古語「けり」から転じたものであり、ここでの「け」とは無関係である。
やんか・やん
反語的な断定や主張を表す。「やんか」は明治後期・大正頃に大阪の若い女性層から広まった表現で、「やないか」の転とする説と「や」+「んか」とする説がある。地域・個人によっては「け」を用いた「やんけ」や、強めた言い方「やんかいな」「やんかいさ」なども。「やん」は「やんか」の省略で、戦後に若い女性層を中心に広まった。関東の新方言「じゃん」とは、敬体に接続が可能なこと（例：ほんまですやん）や「だろ?」に近い用法（例：まさか・・・嘘やん?!）、語尾を下降させる婉曲な伝達表現（例：今度私東京行くんやん↓・やんかぁ↓）などの違いがある。「やんな」では「だよな・だよね」を表す（例：ほんまやんな）。また京都などでは「ねん」「てん」に「やんか」を接続させる場合に「ねんか」「てんか」と省略することがある（例：ほんまやねんか、行ってきてんか）。
近畿方言特有の助詞として、「かとて」「かてて」から転じた「か（っ）て」がある。接続助詞として活用語（主に過去「た」や否定「ん」）の連体形に接続して逆接条件を表す（例：何したかてあかん）ほか、副助詞として体言や格助詞に接続して共通語「でも」「さえ」の意を表す（例：私かてできる 大阪にかてある）。文頭で用いる場合は「そやかて／そうかて」とし、さらに変化したものが「せやかて」である。
原因・理由を表す接続助詞として、近畿地方で広く用いる表現に「さかい（に）」がある。中世末の成立とされ、語源については名詞「境」の転用とする説や古語「け」に由来するとの説などがある。「はかい」「はけ」「さけ」「さか」などとも。「大阪さかいに江戸べらぼう」の諺があるほどに近畿方言を代表する表現だったが、現在の京阪では共通語「から」が圧倒的に優勢になっている。「さかい」のほか、大阪などの「よって（に）」、京都の「し」（例：これ旨いし食べてみ）、三重県・滋賀県などの「で」（例：雨やで待とか）などもある。

### 命令・禁止
近畿方言では複数の命令・禁止表現が発達し、強い表現と穏やかな表現を場面に応じて使い分ける。
命令表現
命令形表現
五段・カ変動詞の命令形は共通語と変わりないが、サ変・一段動詞の命令形には文語命令形「……よ」の転「……い」を用い（例：見よ→見い）、そのうちサ変と下一段の場合は前のエ音に引かれて「……え」と発音することが多い（例：せよ→せい・せえ、食べよ→食べえ）。女性は通常命令形表現ではなく後述の連用形表現を用いることが多く、前田勇は「若しも大阪女にして『上れ』だの『飲め』『待て』だの云つたとするならば、それは男か鬼のやうな女であらう。」とまで述べている。「しろ」「食べろ」など「ろ」で終わる命令形は、共通語として以外には、近畿方言では本来用いない。命令形（「……ろ」を含む）の後ろに付ける終助詞は共通語と同様「よ」と「や」が一般的。
連用形表現 （例）行き
穏やかな命令表現。「連用形+なされ」の後略。後ろには「な」「や」を付けることが多いが、若年層を中心に「よ」を付けることもある。1音節語ではほぼ必ず、1音節語以外でも穏やかに念を押す場合に、長音化（ただし下一段は「え」ではなく「い」とも言う）が起こる（例：しい、きい、行きい、食べえ、食べい）。一段動詞では連用形表現と命令形表現は同形になるが、アクセントによる区別があり、例えば「見てみい」「食べえ」は「見てみい」「食べえ」だと命令形表現、「見てみい」「食べえ」だと連用形表現を表す。また一段動詞では「い」をより伸ばして念を強めることがある（例：食べいーな、食べいーや）。京都などでは「お行き」「お見」のように「お」を付けて丁寧語化させたり、「よし」を付けて女性的な命令表現とすることがある（例：行きよし、食べよし）。
否定の助動詞+疑問の終助詞
「行かんか」のような否定の助動詞と疑問の終助詞による表現も多用する。「かい」を用いるものはとりわけ強い命令を表す（例：行かんかい!）。動詞未然形に付くものだけでなく、幾分穏やかな命令として「連用形+ん+疑問」（例：行きんかいな）や「て（お）くれんか」の略「てんか」（例：行ってんか）もある。
「て」を用いた表現
「て」も共通語と同様に多用する。後ろには「な」「や」を付けることが多い（例：行ってな／行ってや）。「てえ」と伸ばすとやや甘えた表現になる（例：行ってえな／行ってえや）。
禁止表現
終止形表現
共通語と変わらず「終止形+な」で禁止を表すが、サ変の場合「するな／すんな」に加えて「すな」の形も用いる。また「な」を強める場合「なよ」に加えて「なや」とする（例：行くなや）。
連用形表現 連用形+「な」 （例）行きな
穏やかな禁止表現。「連用形+なさるな」の後略。「な」前は長音化することがある（例：しいなや）。「な」のほかに「なや」「ないな」なども用いる（例：行きなや／行きないな）。命令表現と同形になることがあるが、アクセントによる区別があり、例えば「行きな」は「行きな」だと命令、「行きな」だと禁止を表す。
「て」を用いた表現 （例）行ってな
命令表現だけでなく禁止表現でも「て」を用いた表現がある。用法は連用形禁止表現に類し、「てな」「てなや」「てないな」などの形で用いる。命令表現と同形になることがあるが、アクセントによる区別があり、例えば「行ってな」は「行ってな」だと命令、「行ってな」だと禁止を表す。

### その他
- 性差

共通語同様、近畿方言の多くでも性差による表現の違いが存在する。とりわけ近代の大阪では「嫌やしい（＝嫌だわあ）」「買うとうわ（＝買ってちょうだいよ）」「見てみいで（＝見てみなさいよ）」のような独特の女性語が発達した。近畿方言の性差の特徴は女性語が男性層にも広まるケースが多いことであり、近畿方言の基本的な表現である断定「や」、打ち消し「へん」、尊敬語「なはる」、終助詞「で」なども女性層から広まったとされる。
- 畳語

大阪などでは「ちゃうちゃうちゃう」「そやそやそや」など、テンポよく言葉を重ねることが共通語よりも盛んである。京都には「あっつい暑いなあ」や「きつきつ詰める」のような形容詞を重ねる表現もある。
- 詠嘆表現

近畿方言では「あつーい!」「あちい!」のような表現ではなく、「あっつう」「ああしんど」のような語幹用法を多用する。「たい」にも当てはめることができる（例：海外行きたあ）。近世・近代の京阪の女性層では「語幹+やの」とも（例：ああしんどやの）。
- 指示語

指示語の多くは共通語と同じであるが、「あそこ」が「あこ」または「あっこ」に転ずることがある。また「○のよう・んな（に）」に当たる表現に「○ない」があり、語源については「○のよう」の転とする説や「○概」の転とする説（「○ŋai」→「○nai」）がある。 （例）調子どないや? どないもこないも
「こそあど」に断定「や」を続ける際、「そ」「ど」の場合「そうや→そや」「どうや→どや」と短音化することが多い。さらに「せや・しや」「でや」などと転ずることもある。
- 人称代名詞

よく知られた京阪の一人称には、少女や若い女性が用いる「うち」（複数形「うちら」は男性も使用）、「わたい・あたい」の転「わて・あて」（元は女性語で、のち男性も使用）、「わし」の転で男性が用いる「わい」（二人称でも使用）がある。「わて・あて」と「わい」はステレオタイプな関西人の一人称とされてきたが、現在ではほぼ年配者に限られる表現である。
京阪では二人称には東京などと同様「あんた」「おまえ」を多用する。「あなた」は共通語として以外はほとんど用いず、丁寧な二人称には「おたく（さん）」や「あんたはん／あんさん」、「おまはん」（「御前様」の転。同輩以下に対して）などを用いる。「自分」や「われ」「おのれ／おんどれ」など一人称を二人称で用いる例があるが、東京の「てめえ」などと同様の現象である。

## 語彙
ここでは近畿地方で広く用いる語彙を取り上げる。近畿方言の語彙はかつて中央語として周辺地域に伝播することが多かったため、以下で取り上げる語彙も含めて、近畿地方以外にも分布するものが少なくない。例えば「おおきに」は近畿地方に限らず、西日本各地や東北地方の一部でも用いる地域がある。「関東煮」「レーコー」など飲食関係の語彙については近畿地方#食文化も参照。
- あかん【明かん】 - 駄目だ。いけない。「埒があかぬ」の略。「あかへん／あけへん」とも。近年では「とても魅力的で自分が溺れてダメになってしまう」という逆のプラスの最上級の意味を持つ「あかんやつ」の派生がある。丁寧語は「あきまへん」や「あかしまへん」など。
  - あかんたれ【明かん垂れ】 - 駄目な奴。弱虫。小心者。
- あじない／あんない【味無い】 - 美味しくない。味が薄い。京都などの言い方。
- あて - 酒の肴。お通しのことは「突き出し」と言う。一人称の「あて」とは発音が異なる。
- あほう／あほ【阿呆・阿房】 - 愚かなこと。関東の「馬鹿」に対する。強めて言う場合「あっぽ（う）」などとも（主に子供）。
  - あほほど【阿呆程】 - 数量が甚だしい様子。馬鹿みたいに。
  - あほんだら【阿呆陀羅】 - 大馬鹿野郎。
- あんじょう - 上手に。上手く。「味良く」の転。 （例）あんじょう頼んまっさ。
- いかのぼり／いか - 凧。共通語「たこ」がタコに由来するのと同様、姿がイカに似ることに由来。
- いがむ - かたむく、（向きが）ずれる。「ゆがむ」の転。 （例）柱がちょっといがんでへんか?
- いきる【熱る・熅る】 - 熱くなる（原義）。転じて、息を荒らげて怒る。元気づく。調子に乗る。「息」を動詞化したものか。「調子に乗る」の用法は特に京都などで盛ん[57]。
- いけず - 意地悪。近世には「いかず」とも。元は「一筋縄では行かぬ」ことから、強情者・頑固者・ならず者などを指した。
- いこる【熾る】 - 「おこる（熾る）」の転。炭火が安定して燃えている様子。 （例）炭がええ感じにいこっとるな。
- いちば【市場】 - 日常的に近所の住民が買い物をする小規模な商店街。
- いちびる - 調子に乗る。ふざける。名詞形「いちびり」でお調子者の意。
- いと - 娘。嬢。「いとけない（＝幼い）」あるいは「いとしげない（＝愛しい）」の略か。「ぼん」の対義語。 （例）いとはん（＝お嬢ちゃん）
- いぬ【去ぬ・往ぬ】 - 帰る。去る。古語「いぬ」の残存。 （例）とっとといね!
- いや - 「い」に抑揚を付けて、女性が多用する感動詞。「おやまあ」などに相当。
- いらう【弄う】 - いじる。触る。弄ぶ。「いろう」とも。 （例）かさぶたいろうたらあかん。
- いらち【苛ち】 - 短気者。せっかち。「いらつ」（苛立つ、焦る）の名詞形。
- いわす - やり込める。やっつける。「グウの音を言わす」ことから。転じて、せしめる、（体を）壊す。 （例）肩をいわした。
- ええ - 「よい」の転。終止形・連体形のみで用い、通常「えかった」「えければ」のような活用はしない。関東の「いい」は「ええ」がさらに転じたもの。なお「かわいい」は「かわゆい」の転であるため、「かわええ」という表現は厳密には誤用。 （例）ええもん安い。
  - ええし - 「良い衆」の転。良家。金持ちの家。
- えげつない - 露骨な。強烈な。卑劣な。あくどい。元は「いげちない」「いげつない」と言った。
- えずく - 吐き気を催す。吐く。吐き気が込み上げた時の声（オエッ）と「衝く」が組み合わさったものという。
- えらい【偉い・豪い・苛い】 - 立派な・大変な・大変に・とても・とんでもないの意で多用するほか、一部で「くたびれる」の意でも用いる。大変に・とてもの意で用いる際、本来の連用形「えろう」よりも「えらい」が多用される（「えらいこと」の略）。語源は「いらし（苛し）」[58]。享保年間に大阪雑喉場の魚市場で若者らによって生み出されたという説もある[注釈 16]。 （例）えらい（＝とても）遠いとこまで行って、えらなった（＝くたびれた）わ。 えろうすんまへん／えらいすんまへん（＝大層すみません）。
  - えらいさん【偉い様】 - ある集団の中で一定の地位、指導的立場にある人。 （例）町内会のえらいさん。
- えんりょのかたまり【遠慮の塊】 - おかずの最後の余り物。互いに遠慮し合ってなかなか箸が付かないことから。
- おいえ - 室内。座敷。台所を指すことも。「御上」または「御家」の転という。「おいえさん」で（町家の）奥さんの意。 （例）おいえへ上がっとくれやす。
- おいでやす【御出でやす】 - 歓迎の意を表す挨拶言葉。より丁寧で改まった表現に「おこしやす」がある。「おいでやす」と地名（滋賀県野洲市）とをかけたコピー

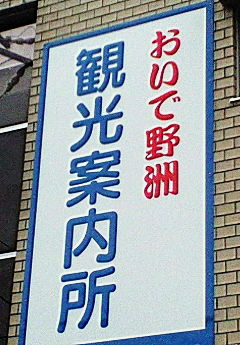
「おいでやす」と地名（滋賀県野洲市）とをかけたコピー

- おいど【御居処】 - お尻。女房言葉由来。
- おおきに／おおけに【大きに・大けに】 - 「大きにありがとう」などの後略で、感謝の意を表す挨拶言葉。
- おかん、おとん - 「お母さん」「お父さん」のくだけた言い方。同様に「お兄さん」「お姉さん」「おじいさん」「おばあさん」も「おにい」「おねえ」「おじい」「おばあ」と言うことがある。
- おことおお（さん）／おことう（さん）【御事多（さん）】 - 大晦日などの仕事納めの挨拶言葉。相手の年末の多忙に対するねぎらいと敬いを表す。
- おしピン【押しピン】 - 画鋲[60]。
- おため【御賜め】 - 結婚式の祝儀を渡してくれた人に対してその場で渡す1割のお返し。関西全域にみられるが、発祥は京都[61]。
- おちょくる - からかう。小馬鹿にする。
- おとつい - 一昨日。
- おっさん - おじさん（中年男性に対する呼び掛け）、和尚さん。平板に読めば前者の、「さん」を下げて読めば後者の意味になる[62]。
- おはようおかえり（やす）【御早う御帰り（やす）】 - 出立を見送る挨拶言葉[63]。「早く帰って来てください」の意であり、「さっさと帰ってください」ではない。
- おぼこい - 幼い。子供っぽい。あどけない。うぶな。「産子」の転「おぼこ」の形容詞形。
- おもろい - 面白い。否定形「おもろ（う）ない」はくだけて「おもんない」とも。元は男性語。
- おやかましさん・おやかまっさん【御喧しさん】 - 辞去する際の挨拶言葉。
- ○かい【回】 - 大学○年。厳密には在学年数を指し、留年などで在学年数と在籍学年が異なる場合は「4年次6回生」（入学して6年目の大学4年生）などとする。元は京都帝国大学の用語だが、近畿地方一円の学生言葉となっている。 （例）「何回生ですか?」「2回です」「あ、同回やん」
- かしわ【黄鶏】 - 鶏肉。
- がしんたれ【餓死垂れ】 - 意気地無し。甲斐性無し。能無し。
- カッター（シャツ） - ワイシャツ。狭義では学生用シャツを指す。ワイシャツ#日本語での呼び名についても参照。
- かなわん【適わん・敵わん】 - 嫌だ。やり切れない。堪らない。「かなん」と略して言うことが多い[64]。
- かまへん／かめへん【構へん】 - 構わない[65]。「かまわへん」の略。
- がめつい - 大阪弁と認識されがちな語だが、実際は劇作家菊田一夫が1959年に発表した戯曲『がめつい奴』で広めた造語である。詳細はがめつい奴#形容詞「がめつい」の造語を参照。
- かわや【厠】 - トイレ、便所。高野山の「こうや」と音が似ていること、もとは川の上に板を架けて「川屋」を作り、両便をそのまま水に流したことに由来する。実際に高野山の寺では川に大小便を垂れ流していた[66]。
- かんこくさい【紙子臭い】 - 焦げ臭い。きな臭い。
- かんてき - 七輪。転じて、癇癪。 （例）かんてき者（＝癇癪持ち）
- きがわるい【気が悪い】 - 感じが悪い。嫌な感じ。通常は助詞を省略して「気ぃ悪い」と言う。
- きしょい - 気色が悪い。「きもい」より強い不快感、拒絶を表わす言葉[注釈 17][注釈 18]。
- ぎょうさん【仰山】 - 数量や程度が甚だしいこと。「ようさん」とも（「ようけ」との混合か）。
- くらいぬけ【食らい抜け】 - 大食漢。または、食べてすぐトイレに行く人。60㎏俵に米を詰める時に使う直径50cmほどの漏斗の名称「食らい抜け」から[68]。
- けったい - 奇妙。変。不思議。おかしい。「卦体」または「希代」の転という。
- けったくそがわるい【けった糞が悪い】 - 癪に障る。忌々しい。気味が悪い。「けった糞」は「けったい」の派生語。
- ごあさって【五明後日】 - 「今日」から数えて五日目、つまり「しあさって」の翌日。東京では「やのあさって」。ちなみに「しあさって」で「あさっての翌日」を指すのは近畿地方から東京に伝わった用法である[注釈 19]。
- こうこ - 香の物。漬物。「おこうこ」とも。
- こうと【公道】 - 質素で地味だが上品さを兼ね備えている様子。 （例）こうとなお部屋やなあ。
- こける【転ける】 - 転ぶ。倒れる。他動詞形は「こかす」。
- こそばい／こしょばい - くすぐったい。かゆい。「こそばゆい」の略。動詞形「こそぼる」でくすぐるの意。
- ごつい - でかい。強い。いかつい。ひどい。1970年代以降の大阪などでは主に「ごっつ」の形で強調の副詞としても用いる。 （例）ごっつやばい。
- こてこて - 必要以上に濃厚に塗りつける様子。濃厚な様子。近世からある語であるが、近畿特有の語と意識されるようになったのは比較的新しく、伝統的な方言を扱った辞書（『大阪ことば事典』など）への掲載例は少ない。
- ごんた【権太】 - 腕白小僧。やんちゃ坊主。強めた言い方は「ごんたくれ」。人形浄瑠璃『義経千本桜』の登場人物名から。
- さいぜん【最前】 - ついさっき。今しがた。（例）さいぜん言うたばっかりやのに。
- さし【差し】 - 物差し。定規。 （例）そこのさし取って。
- さぶいぼ【寒疣】 - 鳥肌。ぞっとした時のものは「ぞぞ毛」とも。 （例）あー、さぶいぼが出た。
- さら - 新しいこと・もの。共通語でも「更地」「まっさら」などの表現で用いる。 （例）さらの皿。
  - さらぴん - 「さら」を強めた言い方。「ぴん」の語源としては、「品」説とポルトガル語のpinta説（「ピンからキリまで」の「ピン」と同じ）がある。
- しい - 「する」の連用形名詞化。……しがちな人。……してばかりの人。「要らんことをする→いらんことしい」や「ええかっこをする→ええかっこしい」や「真似をする→まねしい」など。
- しばく - 叩く。引っぱたく。バブル期頃には「茶ぁしばけへん?」「マクドしばけへん?」「ネズミしばけへん?」のように、「……へ飲食や遊びに行く」の意で用いるのが流行した。
- しゃあない／しやない - しょうがない。仕方（が）ない。
- じゃまくさい【邪魔臭い】 - 面倒臭い。 （例）邪魔臭い仕事やなあ。
- じゅんさい【蓴菜】 - 捉えどころが無い。転じて、どっちつかず。でたらめ。いい加減[69]。ジュンサイはぬめりがあって箸で掴みにくいことから[69]。 （例）じゅんさいなこと（＝いい加減なこと）すな。
- しょうもない／しょうむない【仕様も無い】 - つまらない。面白くない。くだらない。
- しるい／しゅるい【汁い】 - 水気が多く、湿っている様。「じるい」や「じゅるい」とも（「じゅくじゅく」などからの類推か）。安永5年『世間仲人気質』に、京都で「しるい」と言うのを大和・河内では「じるい」と言い、そのことを京都人はおかしがるとの記述がある[70]。 （例）雨で道がじゅるいなあ。
- しんきくさい【辛気・心気臭い】 - じれったい。苛立たしい。まどろっこしい。
- しんどい - 疲れる。苦しい。「辛労」あるいは「心労」の転「しんど」の形容詞化という[71]。 （例）家計がしんどいわ。
- すい／すいい【酸い・酸いい】 - すっぱい。共通語でも「酸いも甘いも噛み分ける」の慣用句で用いる。
- すかたん - まぬけ。とんちんかん。見当違い。なお「まぬけ」も近畿地方から広まった表現である。
- すこい - ずるい。狡猾。「こすい」の倒語。
- ずっこい - ずるい。「すこい」と「ずるい」の混合か。 （例）あんたばっかしずっこいわあ。
- ずつない／じゅつない【術無い】 - なす術がなくて辛い。苦しい。古語「ずちなし」の転。 （例）ようけ食べてずつない（＝腹が苦しい）わ。 気ずつない（＝気まずい）なあ。
- せいだい - 精々。大いに。うんと。「せいざい」などとも。「精（を）出して」の転という。 （例）せいだい気張りや。
- せ（っ）たらう／せたろう【背たらう】 - 背負う。
- せんど【千度】 - 何度も。たびたび。転じて、大層。ひどく。 （例）せんど言わすな!
- たく【炊く】 - 煮る。炊飯以外にも多用。 （例）夕飯は大根の炊いたん（＝煮物）やで。
- だぼ - 馬鹿。「あほ」よりも強い言い方。播磨・神戸で用いる。
- だんない - 「大事ない」の省略語。差し支えない。構わない[72]。
- ちゃいする - 幼児語で、捨てる。 （例）そんなばばい（＝ばっちい）もんちゃいし。
- ちゃう  - ちがう。……ではない。（例）そうちゃうか？（＝そうではないか？）
- ちょお - ちょっと。当然ながら「超」とは無関係。 （例）ちょお待ってえな。
- ちょ（う）ける【嘲ける】 - ふざける。おどける。「ちょかる」とも。名詞形「ちょけ」でふざけたことをしたり言ったりする人の意。 （例）ちょけてる場合と違うで!
- つぶれる【潰れる】 - 「駄目になる」「平らに変形して壊れる」だけでなく、外見上の変形を伴わない破損・故障にも用いる。 （例）テレビが潰れおった。
- てれこ - 逆さま。あべこべ。歌舞伎用語「手入れこ」から。
- でん - 鬼ごっこなどで鬼が他の子にタッチすること。「でんをつく」とも言う。鬼ごっこ以外でも、単にタッチを指す語や、鬼がタッチしてすぐ逃げる様から、短時間滞在してすぐに帰ることの比喩としても用いる。 （例）山田さん、家にでんついて帰ってきただけや。
- てんご（う） - いたずら。悪ふざけ。冗談。
- でんぼ【出ん坊】 - 打撲による腫れ物。出来物。吹き出物。
- ど - 名詞・形容詞・形容動詞の語頭に付けて罵り・呆れなどを添える。転じて、単なる強調[注釈 20]。（例）どあほ どぎつい ど根性[注釈 21] どたま（＝ど頭） ど派手 ど真ん中[注釈 22]
  - どつく／どづく【ど突く】 - 叩く。殴る。
  - どつぼにはまる【ど壺に嵌る】 - 最悪の状態になる。やることなすこと全て悪い方向に向かう。「どつぼ」は肥溜めの意。元は芸人の楽屋言葉。
- どもならん／どんならん - 「どうにもならぬ」の転。どうしようもない。お終いだ。
- どや - どうだ。どうやの短縮形。「ドヤ顔」の語源。[74]
- どんくさい【鈍臭い】 - 鈍い。手際が悪い。
- どんつき【どん突き】 - 突き当たり。 （例）あっこにどん突き見えるやろ、そこを右曲がるのが近道や。
- ないない【無い無い】 - 幼児語で、片付ける。 （例）おもちゃないないしょうな。
- なおす【直す】 - 片付ける。元の場所に戻す。 （例）これ棚になおしといて。
- なんきん【南京】 - カボチャ。京都では「かぼちゃ」や「おかぼ」。
- なんば【南蛮】 - トウモロコシ。「南蛮キビ」の後略。
- なんぼ【何ぼ】 - 幾ら。幾つ。どれほど。「何程」の転。 （例）なんぼのもんじゃい!（＝どれほどのもんだい）
- におう／におぐ【臭う・臭ぐ】 - 自動詞としてだけでなく、他動詞としても用いる。すなわち、においの発生源が「臭う」だけでなく、自発的ににおいを嗅ぐ動作にも用いる。「におぐ」は「におい」と「嗅ぐ」が混合したもの。 （例）ドリアン、臭いでみ。
- ねき【根際】 - 側。近く。
- ぱっち - 丈の長い股引。
- はばかりさん【憚りさん】 - 労をねぎらう挨拶言葉。
- はらがおおきい【腹が大きい】 - 満腹である状態。近畿地方出身の女性が「おなかが大きなってしもた」と言っても、その多くは「妊娠してしまった」ではなく単に「満腹になった」の意である。
- ばり - とても。かなり。山陽地方由来の言葉で、1980年代に神戸・播磨を中心に流行した。
- はんなり - 上品で華やかな、明るい様子。 （例）はんなりした（着物の）柄やなあ。
- びびんちょ／べべんちょ - 汚らしい者を仲間外れにする時の囃し言葉。えんがちょ。
- ひらう【拾う】 - 連用形ウ音便「ひろーた・ひろーて」からの類推で生じた語形。享保期以降「ひろう」よりも優勢となった。 （例）落ち葉をひらいに行った。
- フレッシュ - コーヒーや紅茶に用いるクリームやミルク[75]。
- べべた - びり。最下位。「べべ」「べべちゃ」「どべ」など地域・世代によって様々な語形がある。
- ほかす【放下す】 - 放り捨てる。 （例）この書類ほかしといて。
- ほげた【頬桁】 - 文句。（目上に対する）反論。物言い。原義は「頬骨」。 （例）ほげたを吐く（＝文句を言う）。
- ほたえる - 騒ぐ。ふざける。じゃれる。
- ぽち - 祝儀。チップ。「ぽち」を入れる袋が「ぽち袋」である。
- ほっこり - （一仕事を終えて）疲れた様子。近年、のんびりするなどの意で用いる者が増えている。 （例）せんど歩いてほっこりしたし（＝くたびれたし）、お茶でも一服しょうか。
- ぼちぼち - そろそろ、まあまあ。雨の滴の「ぽつりぽつり」からきた言葉だという。例えば「ぼちぼち行こか」と言った場合「ぼ」にアクセントをつければ「そろそろ行こうか」という意味になり、それに対して「ち」にアクセントをつければ「ゆっくり行こうか」になる。大阪以外ではあまり使われない[76]。
- ほな - それでは。（例）ほな、また。
- ぼん - 坊や。特に、良家の坊ちゃん。「坊」の転。「ぼんぼん」「ぼんち」などとも。 （例）ぼんぼん育ち。
- ぼんさんがへをこいた【坊さんが屁を放いた】 - だるまさんがころんだ。「においだら臭かった」と続ける。
- ほんま【本真】 - 本当。実際。「ほんまもん」で「本物」の意。
- まいど【毎度】 - 大阪の商業社会で広く用いる挨拶言葉。 （例）まいどおおきに!
- マクド - マクドナルドの略。マクドナルド#各国における呼称も参照。その他の関西における新しい略語の例として、セブイレ（セブンイレブン）、ユニバ（ユニバーサル・スタジオ・ジャパン）、ケンチキ（ケンタッキー・フライド・チキン）がある[77]。ただしケンタッキー・フライド・チキンについては、2008年の調査では西日本で最も優勢な略称はケンタッキーとなっている[78]。
- まったり - まろやかでこくのある味わい。1990年代以降、のんびり・ゆったりした様子という意味で用いる者が増えている。
- まんまんちゃん - 幼児語で、仏様。地域によっては神や月なども指す。「南無阿弥陀仏様」の転。お辞儀を表す「あん」を後ろに付けると、仏への祈りの動作を表す。 （例）お仏壇にまんまんちゃんあんしいや。
- みずくさい【水臭い】 - 水っぽい。塩気が足りない。転じて、よそよそしい（共通語に取り入れられた用法）。 （例）この味噌汁、ちょっと水臭いなあ。
- みずや【水屋】 - 食器棚。台所全体を指すことも。
- めっちゃ - とても。超。「めちゃくちゃ」の略で、1970-80年代以降、大阪から近畿地方一円に急速に広まった。「めっさ」などとも。同様の語に「むちゃくちゃ」の略「むっちゃ」などがある。
- めばちこ【目ばちこ】 - 麦粒腫。ものもらい。京都などでは「め（い）ぼ」（目疣）。
- めんちきる【めんち切る】 - ガンをつける。睨みつける。「目ん玉切る」→「めんた切る」と経て成立したという。
- モータープール - 駐車場。パーキング。進駐軍用語をハイカラ好きの大阪人が真似たのが始まり[79]。ただし、英語での本義は軍の配車場やそこに待機する車群であるため、一般の駐車場や車両に使用するのは本来間違い。中部地方（金沢・静岡など）以西で広く用いる。大阪市にて

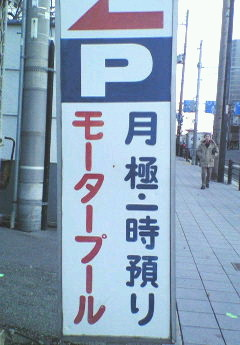
大阪市にて

- もむない／もみない - 美味しくない。まずい。「旨うもない」あるいは「旨みがない」の転という。また「毛瀰」という名のガマガエルの煮物が語源であるとの説もある（食用ガエルを参照）。大阪などの言い方。
- やいやい - 何度もしつこく言うさま。「やいやい言いないな」などと使う[74]。
- やつす【俏す・窶す】 - おめかしする。名詞形「やつし」でめかし屋の意。もとは歌舞伎界の隠語で、江戸時代に町人層で流行語として広まったもの。 （例）そないやつしてどこ行きなはるの?
- ややこしい - 煩雑だ。厄介だ。面倒だ。紛らわしい。怪しい。「赤ん坊」を意味する「ややこ」の形容詞化。赤ん坊の世話は面倒で大変だということから。「ややこい」などとも。 （例）今日の天気はややこしい（＝微妙だ）な。
- やんぺ／やんぴ - 物事をやめる時の掛け声。主に子供が用いる。「止め」の転か。 （例）もうやーんぺ。
- よ（う）け - 数量が甚だしいこと。たくさん。「余計」の転。
- よす【寄す】 - 仲間に入れる。主に遊びに参加する時に用いられる。（例）寄して（＝参加させて）
- よばれる【呼ばれる】 - 御馳走に呼ばれるの意で多用する。転じて、単に「食う」の丁寧語として用いることもある。 （例）たんとよばれや（＝お食べよ）。
- よむ【読む】 - 数を数える。共通語でも「鯖を読む」「票を読む」などの表現で用いる。 （例）十読んでから風呂から上がりや。
- よろしゅうおあがり（やす）【宜しゅう御上がり（やす）】 - 拙い食事を十分に召し上がって下さいましたの意で、「ご馳走様」に対する語[80]。十分に召し上がって下さいの意で「いただきます」の後に用いる家庭もある[80]。
- わや - 台無し。滅茶苦茶。道理に合わない。駄目。「枉惑」の転である「わやく」の派生。「わやくちゃ」「わやくそ」などとも。 （例）さっぱりわやや。
- わらかす - 笑わす。 （例）わらかっしょんな（＝笑わせやがる、笑っちゃうぜ）